# Finanzdienstleistungsinstitut
Finanzdienstleistungsinstitute (FDI; englisch financial services institutions) sind im Finanzwesen Unternehmen, die Finanzdienstleistungen anbieten, ohne dass sie zu den Kreditinstituten gehören.

## Allgemeines
Die Unterscheidung zwischen Kreditinstituten und Finanzdienstleistungsinstituten wird aus Gründen der Bankenaufsicht vorgenommen. An Finanzdienstleistungsinstitute werden geringere aufsichtsrechtliche Anforderungen gestellt als an Kreditinstitute, die Bankgeschäfte betreiben. Erforderlich ist, dass die Finanzdienstleistungen gewerbsmäßig betrieben werden, der Betrieb also auf eine gewisse Dauer angelegt ist und der Betreiber den Betriebszweck mit Gewinnerzielungsabsicht verfolgt.

## Finanzdienstleistungen
Zu den Finanzdienstleistungen nach § 1 Abs. 1a Satz 2 Nr. 1 bis 12 KWG zählen insbesondere: die Anlagevermittlung, die Anlageberatung, der Betrieb eines multilateralen Handelssystems, die Finanzportfolioverwaltung, Teile des Eigenhandels, das Factoring, das Finanzierungsleasing, das Sortengeschäft, die Anlageverwaltung und das eingeschränkte Verwahrgeschäft.
In § 1 Abs. 1a KWG ist eine abschließende Aufzählung enthalten:
| Vorschrift im KWG             | Finanzdienstleistung                        | Definition |
| ----------------------------- | ------------------------------------------- | --- |
| § 1 Abs. 1a Nr. 1 KWG         | Anlagevermittlung                           | Vermittlung von Geschäften über die Anschaffung und die Veräußerung von Finanzinstrumenten |
| § 1 Abs. 1a Nr. 1a            | Anlageberatung                              | Abgabe von persönlichen Empfehlungen über Finanzinstrumente an Kunden oder deren Vertreter auf Grundlage der Risikoklasse |
| § 1 Abs. 1a Nr. 1b und 1d KWG | Betrieb eines multilateralen Handelssystems | ein elektronisches Handelssystem, das die Interessen einer Vielzahl von Wirtschaftssubjekten am Kauf und Verkauf von Finanzinstrumenten innerhalb des Systems und nach nicht-diskretionären Bestimmungen in einer Weise zusammenbringt, die zu einem Vertrag über den Kauf dieser Finanzinstrumente führt |
| § 1 Abs. 1a Nr. 1c KWG        | Platzierungsgeschäft                        | Platzieren von Finanzinstrumenten auf dem Finanzmarkt ohne feste Übernahmeverpflichtung |
| § 1 Abs. 1a Nr. 1d KWG        | Betrieb eines organisierten Handelssystems  | Betrieb eines multilateralen Systems, bei dem es sich nicht um einen organisierten Markt oder ein multilaterales Handelssystem handelt und das die Interessen einer Vielzahl Dritter am Kauf und Verkauf von Schuldverschreibungen, strukturierten Finanzprodukten, Emissionszertifikaten oder Derivaten innerhalb des Systems auf eine Weise zusammenführt, die zu einem Vertrag über den Kauf dieser Finanzinstrumente führt |
| § 1 Abs. 1a Nr. 2 KWG         | Abschlussvermittlung                        | Anschaffung und Veräußerung von Finanzinstrumenten im fremden Namen für fremde Rechnung |
| § 1 Abs. 1a Nr. 3 KWG         | Finanzportfolioverwaltung                   | Verwaltung einzelner in Finanzinstrumenten angelegter Vermögen für andere mit Entscheidungsspielraum |
| § 1 Abs. 1a Nr. 4 KWG         | Eigenhandel                                 | nur bestimmte Formen |
| § 1 Abs. 1a Nr. 5 KWG         | Drittstaateneinlagenvermittlung             | Vermittlung von Einlagengeschäften mit Unternehmen mit Sitz außerhalb des Europäischen Wirtschaftsraums |
| § 1 Abs. 1a Nr. 6 KWG         | Kryptoverwahrgeschäft                       | Verwahrung, Verwaltung und Sicherung von Kryptowerten oder privaten kryptografischen Schlüsseln, die dazu dienen, Kryptowerte für andere zu halten, zu speichern oder darüber zu verfügen |
| § 1 Abs. 1a Nr. 7 KWG         | Sortengeschäft                              | Handel mit Sorten |
| § 1 Abs. 1a Nr. 8 KWG         | Kryptowertpapierregisterführung             | Führung des Wertpapierregisters für Kryptowerte nach § 16 eWpG |
| § 1 Abs. 1a Nr. 9 KWG         | Factoring                                   | laufender Ankauf von Forderungen auf Grundlage von Rahmenverträgen |
| § 1 Abs. 1a Nr. 10 KWG        | Finanzierungsleasing                        | Abschluss von Finanzierungsleasingverträgen als Leasinggeber |
| § 1 Abs. 1a Nr. 11 KWG        | Anlageverwaltung                            | Anschaffung und Veräußerung von Finanzinstrumenten außerhalb der Verwaltung eines Investmentvermögens für eine Gemeinschaft von Anlegern, die natürliche Personen sind; mit Entscheidungsspielraum bei der Auswahl der Finanzinstrumente |
| § 1 Abs. 1a Nr. 12 KWG        | eingeschränktes Verwahrgeschäft             | Verwahrung und Verwaltung von Wertpapieren ausschließlich für alternative Investmentfonds |

Wird auch nur eine dieser Finanzdienstleistungen dauerhaft betrieben, handelt es sich unwiderlegbar um ein Finanzdienstleistungsinstitut.

## Rechtsgrundlagen
Finanzdienstleistungen und Finanzdienstleistungsinstitute sind bestimmte Rechtsbegriffe. Rechtsgrundlage für Finanzdienstleistungsinstitute ist zunächst die in allen EU-Mitgliedstaaten geltende Kapitaladäquanzverordnung (CRR) (Verordnung (EU) Nr. 575/2013 vom 26. Juni 2013 über Aufsichtsanforderungen an Kreditinstitute und Wertpapierfirmen), die in Art. 95 ff. CRR Anforderungen an die Eigenmittel festlegt, und die Verordnung (EU) 2019/2033 vom 27. November 2019 über Aufsichtsanforderungen an Wertpapierfirmen. Betreibt ein Unternehmen mindestens eine Finanzdienstleistung, wird es als Finanzdienstleistungsinstitut eingestuft und bedarf einer Banklizenz nach § 32 Abs. 1 KWG. Ausnahmen gelten für Unternehmen mit Sitz in einem anderen Staat des Europäischen Wirtschaftsraums (§ 53b KWG).
Die Erlaubnis wird an folgende Voraussetzungen geknüpft:
- Eigenkapital
  - bei Anlageberatern, Anlagevermittlern, Abschlussvermittlern, Finanzportfolioverwaltern, Betreibern multilateraler Handelssysteme, Unternehmen, die das Platzierungsgeschäft betreiben oder Anlageverwaltern, die nicht befugt sind, sich bei der Erbringung von Finanzdienstleistungen Eigentum oder Besitz an Geldern oder Wertpapieren von Kunden zu verschaffen, und die nicht auf eigene Rechnung mit Finanzinstrumenten handeln, wird ein Eigenkapital in Höhe von mindestens 50.000 Euro verlangt,
  - bei Finanzdienstleistungsinstituten, die nicht auf eigene Rechnung mit Finanzinstrumenten handeln, in Höhe von mindestens 125.000 Euro,
  - bei Finanzdienstleistungsinstituten, die auf eigene Rechnung mit Finanzinstrumenten handeln, in Höhe von mindestens 730.000 Euro;
- Die Geschäftsleiter und Inhaber müssen Zuverlässigkeit und fachliche Eignung nachweisen,
- ein tragfähiger Geschäftsplan muss vorgelegt werden.

Vor Erteilung der Banklizenz hat die BaFin die für das Institut in Betracht kommende Sicherungseinrichtung zu hören.
In § 340 Abs. 4 HGB ist festgelegt, dass die Bilanzierungsvorschriften für Kreditinstitute auch auf Finanzdienstleistungsinstitute anzuwenden sind, soweit sie nicht gemäß § 2 Abs. 6 und Abs. 10 KWG von der Anwendung ausgeschlossen sind. Sondervorschriften bestehen für Finanzdienstleistungsinstitute gemäß § 62 f. Prüfungsberichtsverordnung. 

## International
Der seit Januar 1999 im Eurosystem bestehende Begriff Monetäre Finanzinstitute (englisch monetary financial institutions, MFI) dient zur Abgrenzung zu den nicht-monetären Finanzinstituten. Unter den MFIs wird als Oberbegriff das gesamte Bankensystem einschließlich der Zentralbanken, Bausparkassen, Geldmarktfonds und E-Geld-Instituten zusammengefasst. 
In Österreich ist für Finanzdienstleistungsinstitute die Bezeichnung Wertpapierfirma üblich.

## Abgrenzung
Ein zugelassenes Kreditinstitut kann nicht gleichzeitig Finanzdienstleistungsinstitut sein, ein Kreditinstitut darf umgekehrt aber Finanzdienstleistungen anbieten.